# Radhanpur (ciutat)
Radhanpur (gujarati રાધનપુર) és una ciutat i municipalitat del districte de Patan a l'estat del Gujarat. Deuria el seu nom a Radhan Khan que la va governar el segle XV o a Radan Deo, un cap chavada que l'hauria governat al segle VI) i fou capital d'un estat tributari protegir anomenat Radhanpur, governat per una branca de la família dels Babis, que va quedar sota protectorat britànic el desembre de 1813. Segons el cens del 2001 la seva població era de 50.001 habitants; el 1901 la població era d'11.879 habitants, però anteriorment fou superior (1872: 13.910; 1881: 14.722). La fortalesa del nawab, on aquest residia, està rodejada per una muralla. La ciutat fou afectada per greus plagues el 1816 i 1820 que van reduir la població a la meitat.